# Francisco Cerecedo
Francisco González Cerecedo (Vigo, España, 20 de julio de 1940-Bogotá, Colombia, 4 de septiembre de 1977), también conocido como «Cuco» Cerecedo, fue un periodista español.

## Biografía
Cerecedo era licenciado en Derecho por la Universidad de Salamanca y en Periodismo por la Escuela Oficial de Periodismo de Madrid. Comenzó su carrera en el diario local El Pueblo Gallego, y posteriormente residiría en Madrid para trabajar en el semanario Blanco y negro del diario ABC. A finales de los años 1960 pasaría al Diario Madrid, primero en la sección de deportes y luego en nacional. Tras el cierre de esta cabecera en 1971, estuvo trabajando en las revistas Posible y Cambio 16, ambas especializadas en información política, con reportajes sobre la situación de países africanos y sudamericanos.
En 1976 fue uno de los primeros periodistas del nuevo Diario 16, bajo dirección de Miguel Ángel Aguilar, en el que publicaría entrevistas, reportajes y artículos de sátira política similares a las crónicas taurinas.
Cerecedo falleció el 4 de septiembre de 1977 de forma súbita. En el marco de una gira por América Latina de Felipe González, secretario general del PSOE, el periodista sufrió un aneurisma cerebral durante una cena en Bogotá, Colombia. Los médicos sólo pudieron mantenerle con vida de forma artificial, a la espera de que sus familiares pudieran despedirse de él.
Desde 1983, la Asociación de Periodistas Europeos entrega el Premio Francisco Cerecedo al mejor trabajo periodístico. Se han publicado tres libros que recopilan sus mejores obras: Figuras de la fiesta nacional (1977), con prólogo de Francisco Umbral; La última vez que nací: aproximación al periodista Francisco Cerecedo (2002),  una antología escrita por su hermano, el periodista gráfico Roberto Cerecedo; y El gol geopolítico (2007), que incluye todas las crónicas deportivas escritas en el Diario Madrid.